# 復讐の騎手
『復讐の騎手』（ふくしゅうのきしゅ、Riders of Vengeance）は、1919年のアメリカ合衆国の西部劇映画。監督はジョン・フォード、主演はハリー・ケリーである。この映画は失われた映画であると考えられている。